# Marta Xargay
Marta Xargay Casademont (Gerona, 20 dicembre 1990) è un'ex cestista spagnola.

## Carriera
Con la Spagna ha disputato i Giochi olimpici di Rio de Janeiro 2016, due edizioni dei Campionati mondiali (2014, 2018) e cinque dei Campionati europei (2011, 2013, 2015, 2017, 2019).